# Ptychocladiidae
Ptychocladiidae es una familia de foraminíferos bentónicos de la superfamilia Ptychocladioidea, del suborden Fusulinina y del orden Fusulinida. Su rango cronoestratigráfico abarca desde el Frasniense (Devónico superior) hasta el Stephaniense (Carbonífero superior).

## Clasificación
Ptychocladiidae incluye a los siguientes géneros:
- Ptychocladia †
- Shuguria †

Otro género considerado en Ptychocladiidae es:
- Chabakovia †, de estatus incierto, considerado sinónimo posterior de Ptychocladia